# Kirkby on Bain
Kirkby on Bain is een civil parish in het bestuurlijke gebied East Lindsey, in het Engelse graafschap Lincolnshire met 295 inwoners.